# 2009CCTV体坛风云人物评选
2009CCTV体坛风云人物评选，即2009安踏CCTV体坛风云人物评选，是中国中央电视台为表彰2009年度中国体育人物而举办的评奖活动。2009年10月26日在济南正式启动，12月15日提名奖揭晓。2010年1月16日颁奖典礼在北京大学百年讲堂举行，首次离开中央电视台1号演播大厅，主持人为张斌。本次评选年度口号为“爱中国·爱运动” ，主题词为“启程”、“突破”、“ 基石 ”。

## 组织机构
- 主办：中央电视台
- 承办：中央电视台体育频道、中视体育娱乐有限公司
- 协办：安踏（中国）有限公司、央视网、《中国电视报》、《第五频道》杂志

## 提名及获奖名单
按现场颁奖顺序先后排列
     为最终获奖者
| 奖项               | 姓名                      | 项目                         | 开/颁奖嘉宾   |
| ------------------ | ------------------------- | ---------------------------- | ------------- |
| 最佳新人           | 王浩                      | 竞走                         | 刘翔/刘国梁   |
| 最佳新人           | 岑南琴                    | 皮划艇                       | 刘翔/刘国梁   |
| 最佳新人           | 陈佩娜                    | 帆船帆板                     | 刘翔/刘国梁   |
| 最佳新人           | 巩立姣                    | 女子铅球                     | 刘翔/刘国梁   |
| 最佳新人           | 吕小军                    | 举重                         | 刘翔/刘国梁   |
| 最佳组合           | 申雪/赵宏博               | 花样滑冰                     | 杨扬/吴经国   |
| 最佳组合           | 赵菁/陈慧佳/焦刘洋/李哲思 | 游泳                         | 杨扬/吴经国   |
| 最佳组合           | 彭帅/谢淑薇               | 网球                         | 杨扬/吴经国   |
| 最佳组合           | 郭晶晶/吴敏霞             | 跳水                         | 杨扬/吴经国   |
| 最佳组合           | 蔡赟/傅海峰               | 羽毛球                       | 杨扬/吴经国   |
| 最佳团队           | 中国女子冰壶队            |                              | 汪嘉伟/郎平   |
| 最佳团队           | 中国羽毛球队              |                              | 汪嘉伟/郎平   |
| 最佳团队           | 中国女子马拉松队          |                              | 汪嘉伟/郎平   |
| 最佳团队           | 中国男子乒乓球队          |                              | 汪嘉伟/郎平   |
| 最佳团队           | 中国花样游泳队            |                              | 汪嘉伟/郎平   |
| 未名人士体育精神奖 | 杜祥云                    | 内蒙古自治区基层速度滑冰教练 | 仲满/蒋效愚   |
| 未名人士体育精神奖 | 黄宝华                    | 江苏省南通市体校击剑教练     | 仲满/蒋效愚   |
| 未名人士体育精神奖 | 梁金牛                    | 河南省灵宝市焦村镇卯屯村农民 | 仲满/蒋效愚   |
| 未名人士体育精神奖 | 杨桂林                    | 家庭自行车赛创办者           | 仲满/蒋效愚   |
| 未名人士体育精神奖 | 翟墨                      | 中国单人无动力航海第一人     | 仲满/蒋效愚   |
| 最佳教练           | 刘国梁                    | 乒乓球                       | 姚滨/孙海平   |
| 最佳教练           | 金炜                      | 游泳                         | 姚滨/孙海平   |
| 最佳教练           | 黄玉斌                    | 体操                         | 姚滨/孙海平   |
| 最佳教练           | 陈映红                    | 游泳                         | 姚滨/孙海平   |
| 最佳教练           | 丹尼尔·拉斐尔             | 冰壶                         | 姚滨/孙海平   |
| 最佳女运动员       | 刘子歌                    | 游泳                         | 姚明/周其凤   |
| 最佳女运动员       | 张怡宁                    | 兵乓球                       | 姚明/周其凤   |
| 最佳女运动员       | 王濛                      | 滑冰                         | 姚明/周其凤   |
| 最佳女运动员       | 郭晶晶                    | 跳水                         | 姚明/周其凤   |
| 最佳女运动员       | 白雪                      | 女子马拉松                   | 姚明/周其凤   |
| 残疾人体育精神奖   | 中国男子4×100米听障接力队 |                              | 侯斌/韩美林   |
| 残疾人体育精神奖   | 韩阳                      | 田径                         | 侯斌/韩美林   |
| 残疾人体育精神奖   | 何悦悦                    | 游泳                         | 侯斌/韩美林   |
| 残疾人体育精神奖   | 黄梦萍                    | 兵乓球                       | 侯斌/韩美林   |
| 残疾人体育精神奖   | 孟根吉米素                | 田径F40级                    | 侯斌/韩美林   |
| 最佳非奥项目运动员 | 刘莎莎                    | 台球                         | 郑捷/聂卫平   |
| 最佳非奥项目运动员 | 朱宝珍                    | 蹼泳                         | 郑捷/聂卫平   |
| 最佳非奥项目运动员 | 常昊                      | 围棋                         | 郑捷/聂卫平   |
| 最佳非奥项目运动员 | 古力                      | 围棋                         | 郑捷/聂卫平   |
| 最佳非奥项目运动员 | 刘娇                      | 蹼泳                         | 郑捷/聂卫平   |
| 最佳男运动员       | 张琳                      | 游泳                         | 罗雪娟/吴寿章 |
| 最佳男运动员       | 廖辉                      | 举重                         | 罗雪娟/吴寿章 |
| 最佳男运动员       | 林丹                      | 羽毛球                       | 罗雪娟/吴寿章 |
| 最佳男运动员       | 王皓                      | 乒乓球                       | 罗雪娟/吴寿章 |
| 最佳男运动员       | 邹凯                      | 体操                         | 罗雪娟/吴寿章 |
| 特别贡献奖         | 李延熙                    | 男子三级跳远                 | 高殿民/冯建中 |
| 特别贡献奖         | 姚明                      | 篮球                         | 高殿民/冯建中 |
| 特别贡献奖         | 刘翔                      | 田径                         | 高殿民/冯建中 |
| 特别贡献奖         | 郎平                      | 排球                         | 高殿民/冯建中 |
| 特别贡献奖         | 黄金宝                    | 自行车                       | 高殿民/冯建中 |
| 评委会大奖         | 吕正操                    |                              | 李挺/刘鹏     |

## 文艺表演
- 街舞《一年四季》 表演：小船街舞团
- 歌曲《风云》 演唱：廖辉、焦刘洋、邹凯、王娜
- 歌曲《难说再见》 演唱：刘璇、胡佳